# Římskokatolická farnost – prelatura Český Krumlov
Římskokatolická farnost – prelatura Český Krumlov je územním společenstvím římských katolíků v rámci českokrumlovského vikariátu českobudějovické diecéze.

## O farnosti

### Historie
Kostel v Českém Krumlově byl postaven v roce 1309, a z roku 1347 je zmínka o prvním faráři. V roce 1350 byly zřízeny ve městě kláštery klarisek a minoritů. Krumlovští faráři od roku 1443 pravidelně zastávali službu bechyňských arcijáhnů. V roce 1586 ve městě Vilém z Rožmberka založil jezuitskou kolej. Od roku 1591 jsou ve farnosti vedeny matriky. V letech 1642–1657 zde vedl duchovní správu Jiří Bílek z Bílenberka, který v roce 1655 získal pro sebe a své nástupce právo nosit pontifikálie (jus usus Pontificalium).
V roce 1785 byl zřízen Českokrumlovský vikariát. Během 80. let 18. století byl na základě josefinských reforem zrušen klášter klarisek a sekularizován kostel sv. Jošta. Zrušena byla rovněž poutní kaple na Křížové hoře. V letech 1857–1938 a následně 1945–1952 existovalo Krumlovské arcikněžství.

### Současnost
Český Krumlov je dodnes obsazovanou farností. Farní obvod zahrnuje kromě krumlovské farnosti též farnosti Boletice, Jablonec, Kájov, Malšín, Ondřejov, Polná na Šumavě, Přídolí, Slavkov, Větřní, Věžovatá Pláně, Vitěšovice a Zátoň.
| Kostel                               | Místo                         | Bohoslužba                          | Bohoslužba             | Poznámka        |
| ------------------------------------ | ----------------------------- | ----------------------------------- | ---------------------- | --------------- |
| Kostel Panny Marie Bolestné          | Český Krumlov – Horní Brána   | neslouží se pravidelně              | neslouží se pravidelně | filiální kostel |
| Kostel Božího Těla a Zvěstování Páně | Český Krumlov – Latrán        | sobota                              | 16.00                  | filiální kostel |
| Kostel sv. Víta                      | Český Krumlov – Vnitřní město | neděle pondělí středa čtvrtek pátek | 9.30 17.00             | farní kostel    |